# زیگو
زیگو (انگلیسی: Ziggo) شرکت مخابرات هلندی است، که در سال ۲۰۰۸ تأسیس شد.